# Психиатрическая больница Бакыркёй
Психиатрическая больница Бакыркёй (полное название Госпиталь Бакыркёй имени доктора Мазхара Османа по изучению и исследованию психического здоровья и неврологических заболеваний тур. Bakırköy Prof. Dr. Mazhar Osman Ruh Sağlığı ve Sinir Hastalıkları Eğitim Araştırma Hastanesi) — психиатрическая больница, подчинённая министерству здравоохранения, расположена в Стамбульском районе Бакыркёй. Названа в честь Мазхара Османа, считающегося основателем турецкой психиатрии.

## История
Было создана по инициативе доктора Мазхара Османа и с одобрения министра здравоохранения Рефика Сайдама, под больницу были переоборудованы бывшие казармы, открытие больницы состоялось 15 октября 1924 года.
Первоначально больница называлась «Стамбульский госпиталь умственных расстройств и неврологии» (тур. İstanbul Emraz-ı Akliye ve Asabiye Hastanesi). После Мазхара Османа улучшением больницы занимались его ученики Фахреттин Керим Гёкай, Шюкрю Хазым Тинер, Ахмет Шюкрю Эмед и Ихсан Шюкрю Аксель. Основными отделами больницы были психиатрический, неврологический и нейрохирургический. До 1940 года главным врачом больницы был Мазхар Осман был первым турецким врачом, проведшим.
В 1940-е годы экономическая ситуация в Турции ухудшилась, количество пациентов увеличилось с 3 тысяч до 5. Вследствие недостатка финансирования, новые больницы или корпуса построить было невозможно. Не хватало даже коек, нередко одну койку были вынуждены делить между собой сразу несколько пациентов.
Позднее в больнице был проведён ремонт и переоборудование зданий. Внутренний двор был обнесён 4-километровой стеной. Во дворе была размещена статуя Родена «Мыслитель», ставшая в Турции символом психиатрии. Для отдельных зданий больничного комплекса был построен второй этаж.
В 1960-е годы в больнице начали применяться современные методы психиатрии. Пациентов поощряли к работе в мастерской, а также к занятиям спортом. Методы лечения были разделены на проводящиеся при открытых, полуоткрытых и при закрытых дверях.